# Сато Харуе
Сато Харуе (яп. 佐藤 春詠; нар. 1 січня 1976, Ісесакі, Ґумма, Японія) — японська футболістка, нападниця, виступала в збірній Японії.

## Клубна кар'єра
Сато народилася 1 січня 1976 року в місті Ісесакі, префектура Ґумма. Після завершення навчання в школі, у 1994 році приєднался до «Нікко Сек'юриті Дрім». У 1998 році через фінансові проблеми клуб припинив своє існування. У 1999 році Харуе перейшла до «ОКІ Віндс». Проте по завершенні сезону через фінансові проблеми і цей клуб було розформовано. У 2000 році перейшла до «ТЕПКО Марізе», за підсумками свого дебютного сезону в новій команді потрапила до Найкращої 11-и чемпіонату Японії. Футбольну кар'єру завершила у 2006 році.

## Кар'єра в збірній
Дебютувала у збірній Японії 31 травня 2000 року в поєдинку проти Австралії. Виступала на чемпіонаті 2001 року. З 2000 по 2002 рік зіграла 17 матчів у футболці збірної Японії, відзначилася 4 голами.

## Досягнення
- Чемпіонат Японії
  -  Чемпіон (3): 1996, 1997, 1998

## Статистика виступів у збірній
| жіноча національна збірна Японії | жіноча національна збірна Японії | жіноча національна збірна Японії |
| Рік                              | Матчі                            | Голи                             |
| -------------------------------- | -------------------------------- | -------------------------------- |
| 2000                             | 4                                | 1                                |
| 2001                             | 9                                | 3                                |
| 2002                             | 4                                | 0                                |
| Загалом                          | 17                               | 4                                |